# Jim Cruickshank (Fußballspieler)
James „Jim“ Fergus Cruickshank (* 13. April 1941 in Glasgow; † 18. November 2010 in Edinburgh) war ein schottischer Fußballtorhüter. In seiner Karriere spielte er siebzehn Jahre bei Heart of Midlothian.

## Karriere

### Verein
Jim Cruickshank, der in Glasgow geboren wurde, begann seine Karriere bei den Drumchapel Amateurs im gleichnamigen Stadtteil der schottischen Metropole. In der Saison 1959/60 stand Cruickshank beim schottischen Zweitligisten FC Queen’s Park unter Vertrag, für den er 30 Ligaspiele absolvierte. Nach einem Jahr in Diensten der Spiders wechselte der Torhüter nach Edinburgh zu Heart of Midlothian. Im Oktober 1960 debütierte der 19-jährige für den Verein. Bis 1964 war er hinter Gordon Marshall zweiter Torhüter. Von 1964 bis 1970 war er Stammtorhüter. Bis zum Jahr 1977 spielte er in 528 Pflichtspielen davon in 394 Ligaspielen. Mit den Hearts erreichte er 1968 und 1976 das schottische Pokalfinale. In den Endspielen unterlag er mit den Hearts gegen Dunfermline Athletic und den Glasgow Rangers. Im Ligapokal verlor er mit seiner Mannschaft 1962 gegen die Rangers, ein Jahr später wurde der Titel im Finale gegen den FC Kilmarnock gewonnen. Nachdem die Hearts am Ende der Saison 1976/77 in die 2. Liga in Schottland abgestiegen waren, wechselte Cruickshank noch für eine Saison zum FC Dumbarton. Im Sommer 1978 beendete Cruickshank seine Karriere im Alter von 37-Jahren.

### Nationalmannschaft
Als Stammtorhüter von Heart of Midlothian debütierte Jim Cruickshank am 12. Mai 1964 in der schottischen Nationalmannschaft im Länderspiel gegen Westdeutschland im Niedersachsenstadion von Hannover das 2:2 endete. Seinen zweiten Einsatz im Nationaltrikot absolvierte Cruickshank sechs Jahre später bei der British Home Championship 1969/70 gegen Wales. Nach einem weiteren Spiel gegen England gewann er mit den Bravehearts die 75. Auflage des Wettbewerbs. Im gleichen Jahr kam er nochmals im Länderspiel gegen Dänemark während der Qualifikation für die Europameisterschaft 1972 zum Einsatz, sowie 1971 gegen Belgien. Seinen letzten Einsatz für Schottland absolvierte Cruickshank im Dezember 1975 im Qualifikationsspiel für die anstehende Europameisterschaft gegen Rumänien.

## Erfolge
mit Heart of Midlothian:
- Scottish League Cup: 1963

mit Schottland:
- British Home Championship: 1970